# Pizzo Tresero
Il Pizzo Tresero (Piz Treseir in Dialetto Valtellinese, 3 602 m s.l.m.) è una montagna del Gruppo Ortles-Cevedale nelle Alpi Retiche meridionali. Si trova in Lombardia (provincia di Sondrio).

## Descrizione

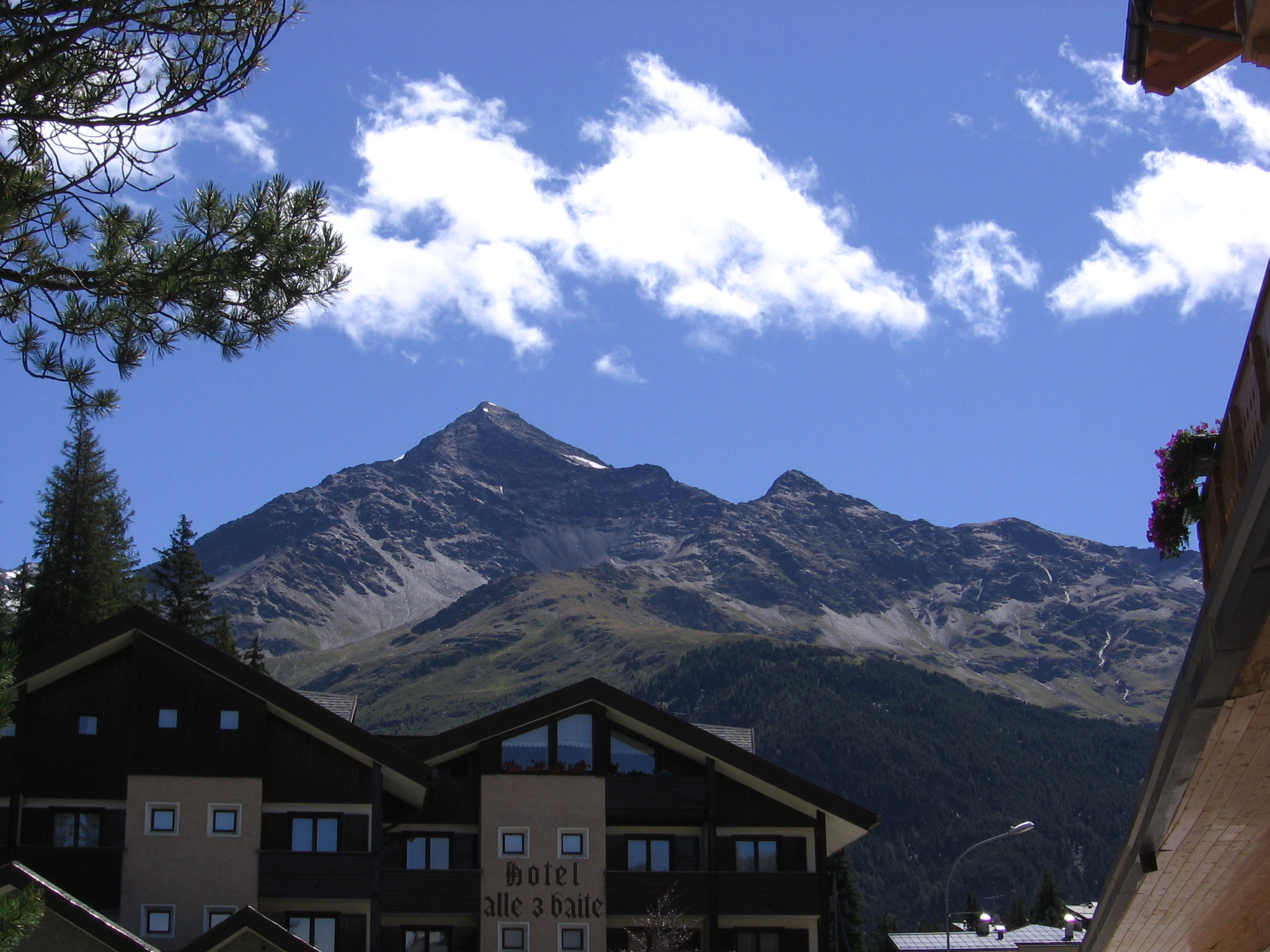
La montagna vista da Santa Caterina Valfurva.

La montagna è collocata a sud-est di Santa Caterina Valfurva e a nord-ovest della Punta San Matteo. Contorna ad ovest il Ghiacciaio dei Forni.
È l'ultima vetta della Catena delle 13 Cime che inizia dal Cevedale e cinge a sud e ad est il Ghiacciaio dei Forni. È legato da una corta e marcata cresta alla vicina Punta Pedranzini di qualche metro più alta mentre sugli altri versanti scende con pendii di modesta pendenza, in particolare a sud ove giace la Vedretta Dosegù, eccetto che sul versante nord ove presenta un'alta e ripida parete di roccia e ghiaccio considerata una delle più severe della regione.

## Alpinismo
La prima salita fu effettuata da topografi Milanesi per il rilevamento topografico della carta 1:86.400 per l'IGM. L'unico vero interesse alpinistico è costituito dalla parete nord: la prima ascensione parziale (dal ghiacciaio pensile di metà parete) fu effettuata in tempo di guerra nel 1917 entrando dalla cresta nord-ovest da Natale (Nino) Calvi e G. B. Compagnoni. La prima ascensione integrale della parete fu del 1936 di Carlo Negri ed Eugenio Prati e nel 1972 venne vinta anche la seraccata nord-est da Gianni Codega, Antonio Curtabbi e Donato Erba.

### Salita alla vetta
Si può salire alla vetta partendo dal Rifugio Arnaldo Berni (2.541 m), rifugio che si trova lungo la strada che da Santa Caterina Valfurva sale al Passo di Gavia. La vetta è raggiungibile in circa quattro ore. Lungo la cresta sud-ovest è presente il bivacco fisso Seveso.
La parete nord è invece difficile e severa, primo perché piuttosto alta dal fondovalle e richiede un lungo avvicinamento (3-4 ore), secondo perché pericolosa per le scariche di sassi e di ghiaccio dal seracco posto ad 1/3 della parete. Il dislivello è di 800 m con difficoltà complessiva TD+.